# Kaiho Seiryō

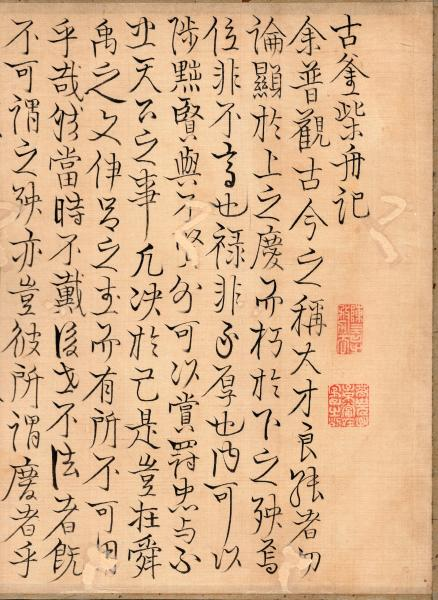
Kaiho Seiryō, Text

Kaiho Seiryō (japanisch 海保 青陵; geboren September 1755 in der Provinz Tango; gestorben 13. Juli 1817 in Kyōto) war ein japanischer Philosoph und Wirtschaftsfachmann der späten Edo-Zeit.

## Leben und Wirken
Kaiho Seiryō wurde in Edo als ältester Sohn von Tsunoda Ichizaemon (角田 市左衛門; 1720–1789), dem Karō, also dem obersten Gefolgsmann der Miyazu-Domäne (宮津藩), in der Provinz Tango geboren. Er studierte die Lehre des Konfuzius unter Usami Shinsui (宇佐美 灊水; 1710–1776), einem Schüler von Ogyū Sorai. Er übergab die Leitung der Familie an seinen jüngeren Bruder, reiste den größten Teil seines Lebens durch die Provinzen und fand seine eigenen Ideen, die er dann weiter entwickelte.
In seinen späteren Jahren ließ sich Seiryō in Kyōto nieder und widmete sich dem Schreiben und unterhielt eine Lehranstalt. Er starb 1847 dort und wurde im Tempel „Kurodani-Saiun-in“ (黒谷西雲院) im Sakyō-Bezirk (左京区) der Stadt beigesetzt. Er hat mehr als 20 Bücher verfasst, darunter
- „Keiko-dan“ (稽古談) – zu dem Begriff gibt es viele Erklärungen, eine ist: Über Altes nachdenken und genau wissen, wie es einmal war und wie es in Zukunft sein soll,
- „Zenshiki-dan“ (前識談) – Gespräche zur Voraussicht,
- „Kōhan-dan“ (洪範談) – Text über ein Buch der politischen Philosophie, das vom Standpunkt des Konfuzianismus während der Sengoku-Zeit zusammengestellt wurde,
- „Laozi Jikai“ (老子国字解) – Erläuterungen zu Laotse und
- „Bumpō Hiun“ (文法披雲) – eine Anleitung, dass die „Wolken“, also die Hindernisse, verschwinden.

Seiryō kritisierte scharf die säkulare konfuzianische akademische Haltung, die sich nicht an die heiligen Schriften hielt, und befürwortete ein praktisches Studium, das bei der Bewältigung realer Probleme wirksam ist. Von diesem Standpunkt aus plädierte er dafür, dass wir statt „der Weisheit der Alten“ (古人の智, Kojin no chi) „unsere eigene Weisheit“ (己が智, Onore ga chi) nutzen sollten, um die der Gesellschaft und Wirtschaft innewohnende Grundlage (理, Ri) zu durchschauen und zu nutzen.
Als spezifische Wirtschaftspolitik setzte er sich für einen domänengeführten Handel (藩営専売, Han-ei sembai) ein, um die Gesetzmäßigkeiten des Warenwirtschaftssystems gut zu nutzen. Bemerkenswert ist auch die Entwicklung einzigartiger Methoden für geistige Aktivitäten, wie die „Methode zum Erlangen von Anerkennung“ (認識獲得の方法, Ninshiki gyakutoku no hōhō), die „Denkmethode“ (思考の方法; Shikō no hōhō), die „Lernmethode“ (学問の方法, Gakumon no hōhō), die „Schreibmethode“ (文章創作の方法, Bunshō sōsaku no hōhō).